# Rif Dimashq
Pokrajina Rif Dimashq (ar. محافظة ريف دمشق, u prijevodu "Pokrajina okolice Damaska") je jedna od 14 sirijskih pokrajina. Nalazi se na jugozapadu Sirije. Na jugozapadu graniči sa sirijskim pokrajinama Quneitra, Daraa i As-Suwayda, na sjeveru s pokrajinom Homs, na zapadu s Libanonom, a na jugu s Jordanom. Pokrajina potpuno okružuje pokrajinu Damask u kojoj se nalazi glavni grad Sirije, Damask.
Pokrajina im površinu od 18.032 km², a po popisu iz 2004. je imala 2.273.074 stanovnika.

## Okruzi
Pokrajina je podijeljena u 10 okruga i 37 nahija (u zagradama je broj nahija u okrugu):
- Okrug Markaz Rif Dimashq (6)
  - Nahija al-Kiswah
  - Nahija Babbila
  - Nahija Jaramana
  - Nahija al-Malihah
  - Nahija Kafr Batna
  - Nahija Arbin
- Okrug Douma (7)
  - Nahija Douma
  - Nahija Harasta
  - Nahija Al-Sabe' Biyar
  - Nahija Al-Dumayr
  - Nahija Al-Nashabiyah
  - Nahija Al-Ghizlaniyah
  - Nahija Harran al-Awamid
- Okrug Al-Qutayfah (4)
  - Nahija al-Qutayfah
  - Nahija Jayroud
  - Nahija Maaloula
  - Nahija ar-Ruhaybah
- Okrug Al-Tall (3)
  - Nahija al-Tall
  - Nahija Saidnaya
  - Nahija Rankous
- Okrug Yabroud (2)
  - Nahija Yabroud
  - Nahija Assal al-Ward
- Okrug An-Nabek (3)
  - Nahija an-Nabek
  - Nahija Deir Atiyah
  - Nahija Qara
- Okrug Al-Zabadani (3)
  - Nahija al-Zabadani
  - Nahija Madaya
  - Nahija Serghaya
- Okrug Qatana (3)
  - Nahija Qatana
  - Nahija Beit Jen
  - Nahija Sa'sa'
- Okrug Darayya (3)
  - Nahija Darayya
  - Nahija Sahnaya
  - Nahija al-Hajar al-Aswad
- Okrug Qudsaya (3)
  - Nahija Qudsaya
  - Nahija Al-Dimas
  - Nahija Ain al-Fijah